# Brian Sewell

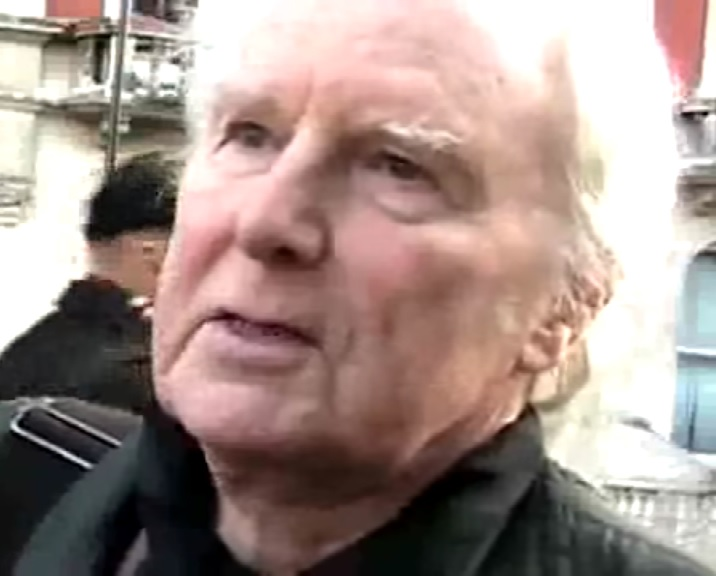
Brian Sewell

Brian Sewell (Londen, 15 juli 1931 – aldaar, 19 september 2015) was een Brits kunstcriticus en mediapersoonlijkheid. Hij schreef voor de London Evening Standard en stond bekend om zijn scherpe kritiek tegen hedendaagse kunst en de Turner Prize. The Guardian beschreef hem als "de beroemdste en meest omstreden kunstcriticus van Groot-Brittannië".